# Campanula dolomitica
Campanula dolomitica är en klockväxtart som beskrevs av E.A.Busch. Campanula dolomitica ingår i släktet blåklockor, och familjen klockväxter. Inga underarter finns listade i Catalogue of Life.

## Bildgalleri

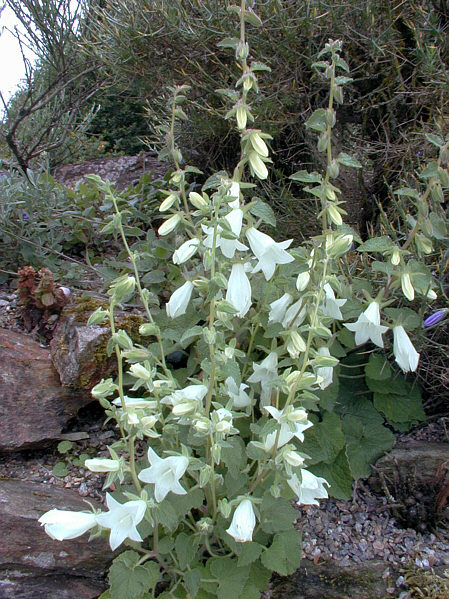